# Pin AAAA

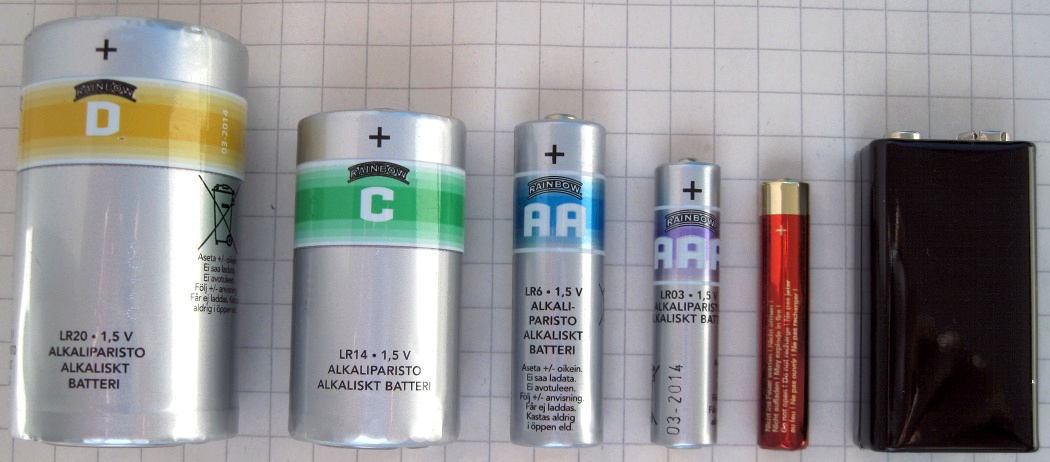
Pin D, C, AA, AAA, AAAA, 9-Volt

Pin AAAA hay pin 4 chữ A là một pin khô tiêu chuẩn với độ dài 42.5 mm và đường kính 8.3 mm. Pin kiềm AAAA nặng khoảng 6.5 g và cho hiệu điện thế 1.5 V. Loại pin này được phân loại mã R8D425 (IEC)  và 25 (ANSI/NEDA). Pin kiềm AAAA cũng được biết đến với mã Duracell MN2500 hoặc MX2500 và Energizer  E96.